# Корнедо Вичентино
Корнѐдо Вичентѝно (на италиански: Cornedo Vicentino; на венециански: Cornedo, Корнедо) е град и община в Северна Италия, провинция Виченца, регион Венето. Разположен е на 200 m надморска височина. Населението на общината е 12 080 души (към 2015 г.).